# Die Arbeiterin
Die Arbeiterin war eine österreichische Monatszeitschrift der KPÖ, die erstmals im März 1924 und das letzte Mal im Juli 1931 in Wien erschien. Anfangs führte sie den Titelzusatz Organ der Zentralstelle für Frauenpropaganda der KPÖ, später den Zusatz Organ für die Interessen der werktätigen Frauen in Österreich. Kommunistische Partei Österreichs.